# خليل تقي الدين
خليل محمود تقي الدين (3 مارس 1906 - 9 يوليو 1987) دبلوماسي وصحفي وكاتب قصصي لبناني.  ولد في قرية بعقلين بقضاء الشوف. تعلّم مبادئ العربية والحساب في مدرسة الضيعة، ثم التحق بمدرسة البعثة العلمانية الفرنسية وتعلم اللغتين: العربية والفرنسية على بعض الأساتذة. نال البكالوريا الفرنسية بقسميها من المدرسة العلمانية في بيروت، ثم التحق بكلية الحقوق بجامعة الآباء اليسوعيين في بيروت وأحرز شهادتها. عيّن كاتبًا في مجلس الشيوخ ثم في الوظيفة نفسها في مجلس النواب، وفي 1943 رقّي إلى مدير عام المجلس، ثم عين سفيرًا للبنان في موسكو (1946) وأخذ يتنقل بين عواصم عديدة في أمريكا اللاتينية خاصة. تقاعد عام 1970 فعاد إلى لبنان حيث عمل في صحف دار الصياد، واختارته وزارة الإعلام مستشارًا ثقافيًا لها، غير أنه آثر التفرغ للكتابة عام 1982.  كان أحد مؤسسي عصبة العشرة‌ الثقافية وهم في الحقيقة أربعة:إلياس أبو شبكة وفؤاد حبيش وميشال أبو شهلا بالإضافة إليه. منح وسام الأرز الوطني من رتبة كومندور وأوسمة عربية وأجنبية. 

## سيرته
ولد خليل بن محمود بن سعيد بن محمود تقي الدين في بعقلين في 3 نيسان 1906 في عائلة درزية. تلقى علومه فيها ثم في مدرسة اللاييك في بيروت، ثم التحق بكلية الحقوق في جامعة القديس يوسف، فأحرز شهادة المحاماة 1926 وعين في السنة نفسها كاتباً في مجلس الشيوخ، وبقي في هذه الوظيفة بعد أن أدغم مجلس الشيوخ ومجلس النواب في مجلس واحد. وفي 1943 عين مديرا عاماً لمجلس النواب، وفي 1946 عين سفيراً للبنان فقضى ندة في كل من البلدان التالية: الاتحاد السوفياتي، وفنلندا وأسوج ونروج والمكسيك وغواتيمالا والسلفادور وهندوراس ونيكاراغوا وكوستاريكا ومصر وليبيا والسودان وتركيا وبريطانيا.  وفي 12 نيسان 1956 عين مندوب لبنان الدائم لدى جامعة الدول العربية. 

عندما احيل إلى التقاعد سنة 1970 عمل في الصحافة، فكتب في مجلة الصياد، ونشر مذكراته في الرصد، ثم تعاقد مع وزارة الأعلام بصفة مستشار ثقافي حتى سنة 1982 حين انقطع نهائياً عن العمل ولزم بيته دون أن يطلق القلم.

توفي سنة 9 تموز 1987 في بيروت ودفن في مسقط رأسه، بعقلين.  وقد أطلقت اسمه على أحد شوارع بيروت في منطقة الصيفي تقديرا له.

## أعماله
له عدد وافر من المقالات، وله مؤلفات منها:

- عشر قصص من صميم الحياة: تحوي أخبار رجال ونساء عرفهم ويروي قصة كلّ واحد منهم في أفراحهم، دار المكشوف، 1961
- الإعدام، مؤسسة نوفل، 1985
- خواطر ساذج، مؤسسة نوفل، 2015
- تمارا، دار المكشوف، 1969
- كارن وحسن
- من هتلر إلى رياض الصلح
- العائد
- ''قصص من حياتي
- ما قل ودل
- البدايات
- العائد، دار النهار للنشر، 1973